# Lilly Sundström
Carolina Sofia Sundström, känd som Lilly Sundström, ogift Häggström, född 15 december 1849 i Hedvig Eleonora församling i Stockholm, död 23 september 1943 i Danderyds församling i Stockholms län, var en svensk journalist och lärare. Hon tillhörde pionjärgenerationen av kvinnliga journalister i Sverige och kan möjligen betraktas som den första kvinnliga utrikeschefen i svensk press, då hon hade ansvaret för utrikesredaktionen på Stockholms-Tidningen 1889–1901. 

## Biografi
Lilly Sundström var dotter till en officer, systerdotter till publicisten Gustaf Thomée, och gifte sig med zoologen Carl Rudolf Sundström. Hennes make var under 14 år utrikesmedarbetare på Stockholms Dagblad, där han gjorde utrikesreportage och bevakade internationella vetenskapliga kongresser. Lilly Sundström fungerade som hans medarbetare, följde honom på hans resor och "biträdde honom i det journalistiska arbetet" och noteras som hans "intelligenta och språkkunniga fru". 
Då hon 1889 blev änka med två döttrar att försörja, anställdes hon på Stockholms-Tidningen av Anders Jeurling, där hon ensam ansvarade för utrikesredaktionen 1889–1901. Huruvida hon ska bedömas ha fungerat som en verklig utrikeschef är svårt att bedöma eftersom utrikesspalten på den tiden endast bestod av ett antal översatta sensationsartiklar från utländska tidningar, något som då var vanligt, men hon kan i så fall betraktas som den första kvinnliga utrikeschefen i svensk press. Hon beskrivs som plikttrogen och omtyckt. Efter att hon avslutat sin anställning på Stockholms-Tidningen var hon anställd vid Djursholms Tidning och sedan lärare vid Palmgrenska skolan och Franska skolan. 1881 konverterade hon till den katolska kyrkan, och hon var mycket aktiv i S:ta Eugenia katolska församling.   
Tillsammans med maken Carl Rudolf Sundström (1841–1889) fick hon döttrarna Ellen Ammann (1870–1932) och Harriet Sundström (1872–1961).
Lilly Sundström avled 1943 vid 93 års ålder. Enligt dödsrunan i Svenska Dagbladet var hon då Sveriges äldsta journalist. Hon är begravd på Katolska kyrkogården i Stockholm.